# Aglaophenia sinuosa
Aglaophenia sinuosa is een hydroïdpoliep uit de familie Aglaopheniidae. De poliep komt uit het geslacht Aglaophenia. Aglaophenia sinuosa werd in 1888 voor het eerst wetenschappelijk beschreven door Bale. 